# Нейолово-1
Нейолово-1 (рос. Неёлово-1) — присілок в Псковському районі Псковської області Російської Федерації.
Населення становить 1009 осіб. Входить до складу муніципального утворення Логозовська волость.

## Історія
Від 2015 року входить до складу муніципального утворення Логозовська волость.

## Населення
| 2001 | 2002 | 2010 | 2012  | 2017  | 2021  |
| ---- | ---- | ---- | ----- | ----- | ----- |
| 1280 | ↘940 | ↗943 | ↗1075 | ↗1125 | ↘1009 |